# Johannes Willem Bergansius
Johannes Willem Bergansius (Delft, 14 augustus 1836 – Den Haag, 22 juli 1913) was een katholieke officier die tweemaal minister van Oorlog (in de kabinetten-Mackay en -Kuyper) was.

## Militaire loopbaan
Hij volgde de Koninklijke Militaire Academie en in 1856 volgde zijn benoeming tot tweede luitenant der artillerie, in 1867 tot kapitein. Van 1860 tot 1868 was hij verbonden aan de Polytechnische School te Delft, van 1868 tot 1873 aan het Departement van Oorlog. Vanaf 1873 tot 1876 maakte hij deel uit van de Commissie van Proefneming en van 1878 tot 1887 was hij verbonden aan de artillerie-schietschool, de laatste zeven jaar als directeur.
Omstreeks die tijd ( 1887) kreeg Bergansius, dan benoemd tot luitenant-kolonel, de leiding over de verenigde artillerie-inrichtingen in Nederland; kort na zijn bevordering tot kolonel werd hij tot Minister van Oorlog benoemd (Koninklijk Besluit van 21 april 1888).
Hij was de oom van de latere commandant der 1e Afdeling Veldartillerie Petrus Leonardus Bergansius (1860-1940).

## Politieke loopbaan
Door zijn optreden werd het remplaçantenstelsel vervangen door de persoonlijke dienstplicht, kwam er een nieuwe wet op het militair onderwijs en kwam er een betere pensioenregeling tot stand. Zijn ontwerp-legerwetten werden echter niet uitgevoerd, hoewel hij daarvoor, aan de vooravond van zijn aftreden in 1891, een dwingende slotrede hield. Nadat hij zijn portefeuille beschikbaar had gesteld aan de Kroon werd hij als generaal-majoor (1890) benoemd tot commandant van de stelling van Amsterdam en enige tijd daarna tot inspecteur der artillerie. In 1896 werd hij benoemd tot adjudant van Hare Majesteit de Koningin in Buitengewone Dienst.
In de zomer van 1901 werd hij voor de tweede keer benoemd tot Minister van Oorlog, in 1905 trad hij, tegelijk met de rest van het kabinet, af. Enkele maanden nadat hij het Ministerie verlaten had benoemde de Koningin hem tot lid van de Raad van State, al eerder was hij door de Koningin op persoonlijke titel benoemd tot minister van Staat.

## Publicist
Bergansius schreef een aantal artikelen en hield meerdere redevoeringen over de artillerie, de legerorganisatie, mobilisatie, kadervorming en oefening, waarin hij uitdrukking gaf aan zijn diepgaande studie van de moderne legervraagstukken.

## Decoraties
Hij bezat:
- het commandeurskruis van de Orde van de Nederlandse Leeuw
- de ridderorde eerste klasse van de Orde van de Rode Adelaar van Pruisen
- het ridderkruis tweede klasse van de Orde van de Rijzende Zon van Japan
- het ridderkruis eerste klasse van de Orde van de Eikenkroon
- de Orde van de Dannebrog (Denemarken)